# Farman M.F.7

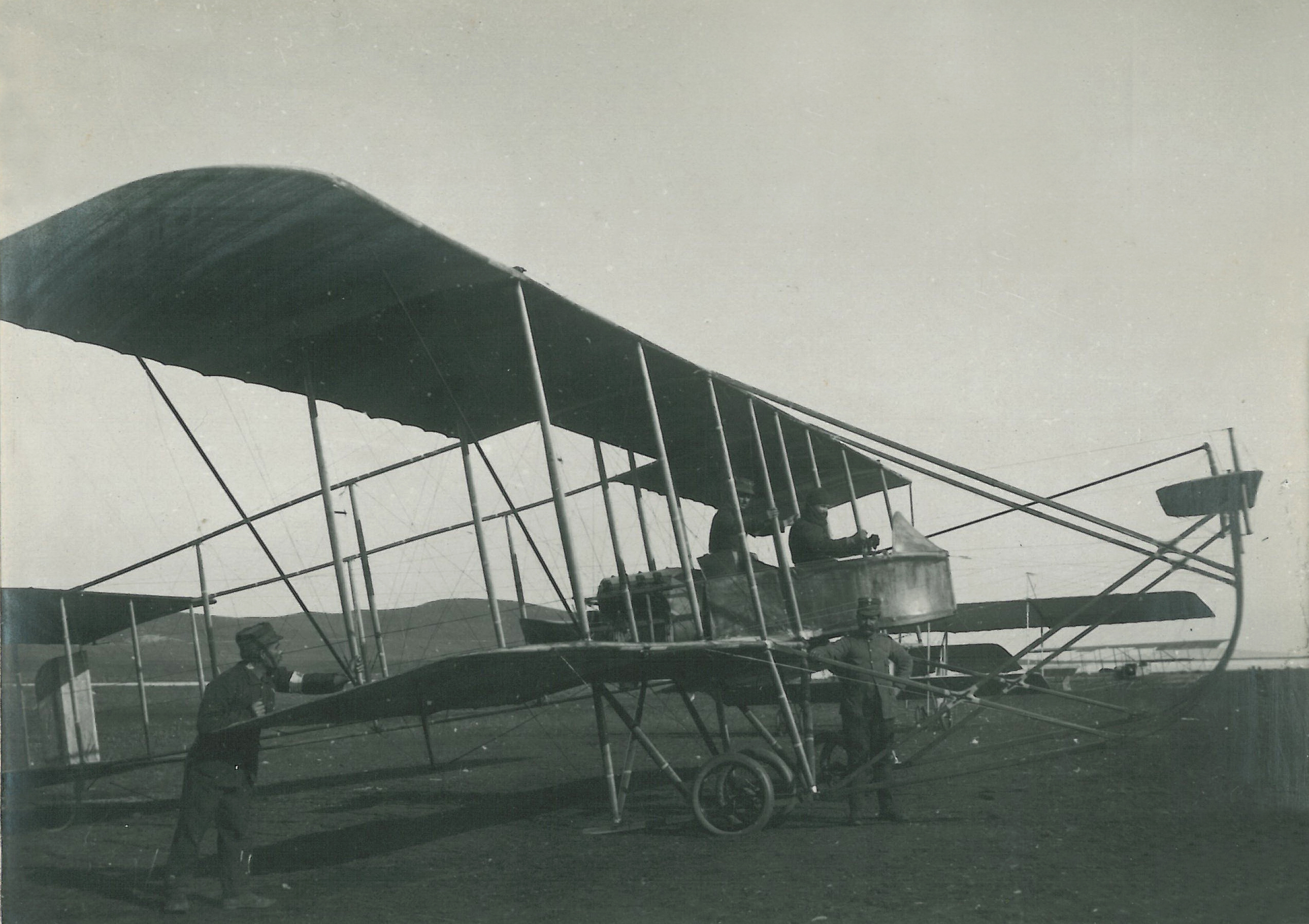
M.F.7 Longhorn im Dezember 1912 bei Preveza

Die Farman M.F.7 Longhorn war ein erfolgreiches französischer Militärflugzeug von Farman aus der Zeit vor dem Ersten Weltkrieg.

## Geschichte
Maurice Farman hatte mit seinem 1911 entworfenen Doppeldecker ein erstes kommerziell erfolgreiches Muster geschaffen. Auf seiner Basis entstand die M.F.7, auch als Typ 1913 bezeichnet. Die M.F.7 wurde auch in Großbritannien in Lizenz gefertigt. Insgesamt entstanden über 350 M.F.7; der Typ wurde 1914 zur M.F.11 weiterentwickelt.

## Konstruktion
Die M.F.7 war ein Doppeldecker mit Flügeln ungleicher Spannweite, die mit Streben und Drähten zu einer zentralen Rumpfgondel mit zwei offenen Sitzen hin verspannt waren. Direkt hinter den Sitzen lag der Motor mit einem Druckpropeller, welcher sich zwischen den beiden Rumpfstreben drehte. Das Fahrwerk bestand aus doppelten Radpaaren an einem Kufengestell, an ihm war zugleich das weit vor der Rumpfgondel liegende Höhenleitwerk angebracht. Dieser Ausleger brachte der Maschine den inoffiziellen Spitznamen Longhorn ein. Anfangs fand ein 70-PS-Renault-Motor Verwendung, später wurden auch stärkere Muster verwendet. 

## Nutzung
Zu Beginn des Ersten Weltkriegs setzten die Französischen Luftstreitkräfte und das Royal Flying Corps die M.F.7 als Aufklärungsflugzeug ein. Danach wurde sie als Schulflugzeug genutzt.

## Museumsflugzeug
Eine M.F.7 wird im Norsk Teknisk Museum in Oslo, Norwegen ausgestellt.

## Technische Daten
| Kenngröße             | Daten                                                                         |
| --------------------- | ----------------------------------------------------------------------------- |
| Besatzung             | 2                                                                             |
| Länge                 | 12,00 m                                                                       |
| Flügelspannweite      | 15,50 m                                                                       |
| Höhe                  | 3,45 m                                                                        |
| Flügelfläche          | 60,00 m²                                                                      |
| Leermasse             | 580 kg                                                                        |
| Startmasse            | 855 kg                                                                        |
| Triebwerk             | ein luftgekühlter 8-Zylinder-Reihenmotor Renault, 70 PS (51 kW) Startleistung |
| Höchstgeschwindigkeit | 95 km/h                                                                       |
| Steiggeschwindigkeit  | 0,80 m/s                                                                      |
| Gipfelhöhe            | 4000 m                                                                        |
| Flugdauer             | 3 h 15 min                                                                    |